# Souto (Santa Maria da Feira)
Pour les articles homonymes, voir Souto.
Souto est une ancienne paroisse civile portugaise (en portugais : freguesia) de la municipalité de Santa Maria da Feira dans le district d'Aveiro, intégrée à São Miguel de Souto e Mosteirô.

## Histoire
Si le monastère de São Miguel est évoqué dès le Xe siècle, l'appellation São Miguel de Souto apparaît pour la première fois en 1107 (Sancti Michaelis de Saunto).
Bien que le toponyme São Miguel de Souto soit utilisé, le nom officiel de la paroisse est Souto,.
La loi no 11-A/2013 du 28 janvier 2013, portant réorganisation administrative du territoire des freguesias, fusionne Souto avec la paroisse voisine de Mosteirô pour former l’União das freguesias de São Miguel do Souto e Mosteirô (dont le siège est à São Miguel do Souto). La nouvelle paroisse est renommée São Miguel de Souto e Mosteirô en février 2019.